# آموزش در ایران باستان
دربارهٔ آموزش کودکان در عهد هخامنشیان اطّلاعات کمی وجود دارد. در دو سند ایلامی که از تخت جمشید به دست آمده و مربوط به سال بیست سوم از سلطنت داریوش بزرگ (سال ۴۹۹ قبل از میلاد) است عبارت "پسران پارسی که متن‌ها را رو نویسی می‌کنند" ذکر شده‌است. ممکن است که این پسران در حال یادگیری خط میخی پارسی بوده‌اند که در آن زمان احتمالاً تعداد اندکی از کاتبان از آن آگاه بوده‌اند؛ چرا که بیشتر برای کتیبه‌های فتوحات سلطنتی به کار برده می‌شد. حتی اشراف و کارمندان بالا رتبه ایرانی نیز بی سواد بودند و نوشتن نقشی در آموزش معمول ایرانیان بازی نمی‌کرد. مشابها هیچ گواه محکمی در مورد آموزش در دوران اشکانیان باقی نمانده‌است. ولی ممکن است بتوان گفت که شبیه دوران ساسانیان بوده‌است. اطّلاعات ما در مورد عهد ساسانی محدود به آموزش شاهزادگان، اشراف، موبدان و منشیان درباری بوده‌است. اکثر روستا نشینان بی سواد بودند ولی احتمالأ بیشتر تاجران شهری حداقل با نوشتن و محاسبه آشنا بودند.

## آموزش در عهد هخامنشیان
منابع یونانی مقداری اطلاعات در مورد آموزش معمول در ایران به دست می‌دهند. به گفته هرودوت، پسران ایرانی تا پنج سالگی مجاز به حضور یافتن در نزد پدرانشان نبودند و تا پیش از آن در نزد زنان زندگی می‌کردند. از سنّ پنج سالگی تا بیست سالگی، آموزش اسب سواری، تیر اندازی و راست گویی می‌دیدند. ایرانیان دروغ گفتن را بدترین توهین می‌دانستند، و مهارت جنگیدن را نشانه مردانگی می‌دانستند. کسنوفون در دانشنامه کوروش می‌نویسد که در سنّ شانزده یا هفده سالگی، پسران اشراف ایرانی به بارگاه سلطنتی آورده می‌شدند تا به تمرین سوارکاری، تیر اندازی، پرتاب نیزه و شکار بپردازند. به علاوه آن‌ها آموزش عدالت، گوش به فرمان بودن، شکیبایی و دیسیپلین فردی نیز می‌دیدند. به وضوح، هدف ایرانیان از آموزش، علاوه بر هدایت اخلاقی، تربیت سربازهایی کارا بود. در کتاب آلکیبیادس (منسوب به افلاطون) آمده‌است که شاهزادگان ایرانی در سنّ چهارده سالگی به چهار ایرانی نامدار سپرده می‌شدند که به آن‌ها پرستش خدایان، سیاست، اعتدال و شهامت بیاموزند.

## آموزش در عهد اشکانیان و ساسانیان
آموزش اجباری کودکان اشراف و خانواده‌های طبقه بالای جامعه در رساله خسرو پسر کواد چنین شرح داده شده‌است: نوشتن، آموزش مذهبی، ورزش و ادب دربار. یک کودک اشراف زاده (مذکر) از سنّ مناسب که بین ۵ تا ۷ سال بود مدرسه رفتن را شروع می‌کرد و آموزش‌های عمومی و مذهبی را در سنّ ۱۵ سالگی به پایان می‌رساند. در مدرسه او یاد می‌گرفت که چطور بنویسد و علاوه بر این او متون مورد نیاز برای هیربد شدن را هم از حفظ می‌کرد. همچنین به ترجمه پهلوی اوستا (زند) گوش فرا می‌داد. اختربینی نیز بخشی از واحدهای درسی بود. گزارش‌هایی نیز از خواندن کلیله و دمنه در مدرسه وجود دارد.